# Brettus
Genre
Brettus est un genre d'araignées aranéomorphes de la famille des Salticidae.

## Distribution
Les espèces de ce genre se rencontrent en Asie du Sud-Est, en Asie du Sud, en Chine et à Madagascar.

## Liste des espèces
Selon World Spider Catalog (version 21.5, 04/08/2020) :
- Brettus adonis Simon, 1900
- Brettus anchorum Wanless, 1979
- Brettus celebensis (Merian, 1911)
- Brettus cingulatus Thorell, 1895
- Brettus madagascarensis (Peckham & Peckham, 1903)
- Brettus storki Logunov & Azarkina, 2008

## Publication originale
- Thorell, 1895 : Descriptive catalogue of the spiders of Burma. London, p. 1-406 (texte intégral).